# 弗兰克·皮尔斯
小弗兰克·G·皮尔斯，是Silicon＆Synapse的创始人之一（后来该公司改名为暴雪娱乐）。他在公司担任产品开发的执行副总裁。他也是《魔兽世界》和《星际争霸2》的监制。
1990年，他从加州大学洛杉矶分校获得了学士学位。
2019年7月20日，從暴雪離職。